# Dante Ferraris
Pour les articles homonymes, voir Ferraris.
Dante Ferraris (Viarigi, 7 juin 1868 - Turin, 19 janvier 1931) était un homme politique et un ingénieur italien.

## Biographie
Il a été ministre de l'industrie, du commerce et du travail dans le gouvernement Nitti I et président de la Confédération générale de l'industrie italienne (Confederazione generale dell'industria italiana) et de l'Assonime.
Ingénieur, il a occupé le poste de vice-président de FIAT de 1908 à 1918 et a ensuite été nommé président de la Confindustria.

### Fonctions et titres
- Membre du conseil d'administration de la société Diatto (1899)
- Directeur technique de la société Diatto (1902)
- Administrateur délégué de la société Diatto (1914), puis président
- Auditeur de la Société thermotechnique et mécanique de Turin (1900)
- Directeur de la Bourse du travail (1901)
- Président des industries métallurgiques de Turin (1905)
- Vice-président de la Società ossidrica italiana (1907)
- Membre du conseil d'administration de la Società anonima "Giovanni Gilardini".
- Vice-président de la Société anonyme "Giovanni Gilardini" (1911)
- Président de la Società anonima "Giovanni Gilardini" (1912)
- Membre du conseil d'administration de FIAT (août 1908)
- Président de FIAT San Giorgio (1913-1916)
- Vice-président de FIAT (septembre 1908-juillet 1918)
- Directeur de la Cassa di Risparmio di Torino (1912-1919)
- Membre du conseil d'administration de la Banque d'Italie (1910)
- Membre du conseil d'administration de la Banca Commerciale Italiana (9 juillet 1918-18 juillet 1919)
- Président du conseil d'administration de l'hebdomadaire "L'Idea nazionale" (1914-octobre 1915)
- Membre du conseil d'administration de la Società cantieri navali e acciaierie per la creazione di Porto Marghera (septembre 1917)
- Président de la Piedmont Hydroelectric Company (1918)
- Membre de la Commission centrale pour l'étude et la proposition de mesures pour le passage de l'état de guerre à l'état de paix (30 juin 1918) [Commissionissima].
- Copropriétaire du journal Il Paese [avril-novembre 1922].
- Président du comité de mobilisation du Piémont (1915-1918)
- Membre de la commission de mobilisation nationale [1915-1918].
- Membre du Conseil interallié de la Conférence de paix de Paris (1919)
- Conseiller de la Confédération générale des industriels et commerçants du Piémont, puis de la Ligue industrielle de Turin (1906)
- Président de la Ligue industrielle de Turin (1912)
- Président de la Fédération industrielle du Piémont (1914)
- Président de la Confindustria (8 avril-28 juillet 1919)
- Vice-président de l'Associazione fra le società italiane per azioni (1914-1917)
- Président de l'Association des sociétés par actions italiennes (1917-juin 1919)
- Directeur de l'Association des sociétés par actions italiennes (juin 1919-1927)

### Commissions sénatoriales
- Commissaire à la surveillance de la dette publique (17 juin 1921-2 mai 1929)

## Décorations
{ - Commandeur de l'Ordre de la Couronne d'Italie

## Source
- (it) Cet article est partiellement ou en totalité issu de l’article de Wikipédia en italien intitulé « Dante Ferraris » (voir la liste des auteurs).